# 黑巴斯
《黑巴斯》是一款由Gamu制作、Hot B发行的钓鱼类游戏。 本游戏首先于1986年在MSX上发行，游戏后于1987年2月6日在日本地区FC游戏机发行。
本游戏的内容为玩家在日出至日落之间进行钓黑鲈鱼的活动，需要钓尽可能多的鱼。玩家可以在一个湖面的任意位置进行钓鱼。